# Târnava, Teleorman
Târnava este un sat în comuna Botoroaga din județul Teleorman, Muntenia, România. Se află în partea de est a județului, în Câmpia Găvanu-Burdea, pe malul stâng al Câlniștei. La recensământul din 2002 avea o populație de 1.676 locuitori.